# تيزز
تيزز (Tezz) (بالإنجليزية: Fast/Speed)‏ أو السرعة هو فيلم حركة هندي، البطولة كانت لأجاي ديفجان وأنيل كابور ومجموعة من الممثلين في الساحة البوليوودية، تم إصداره في 27 من أبريل سنة 2012.

## قصة الفيلم
يحكي الفيلم عن رجل اعتقل ظلما وعندما خرج من السجن قرر الانتقام من الشرطة بسبب الظلم التي تقوم به الشرطة للذين لا يملكون أوراق تثبت هويتهم وتعطيهم حقهم في الاندماج الاجتماعي، وقدم مجموعة من التهديدات أولها قيامه بزرع قنابل على مثن القطارات السريعة، فتقع مجموعة من الاشتباكات بينه وبين الشرطة، والمكلف بتسيير القطارات في المركز الرئيسي المحوسب والذي لعب دوره بومان إيراني وقام البطل بابتزاز هذا الأخيرة بطلبه فدية مالية مقابل تعطيل القنابل التي هي مزروعة في القطارات السريعة، وهذه القنابل ستنفجر في حالة قيام السائق بخفض السرعة، وذلك راجع لوجود ابنة مسير القطارات على متن القطار، فبعد مرور اشتباكات وحصوله على الفدية، اكتشف أن تلك القنابل لا أساس لها من الصحة، فدار مشهد أخير بين أجاي ديفجان في دور أكاش رانا والشرطي المكلف بالقضية أنيل كابور في دور أرجون خانا وانتهت بقتل بطل الفيلم وأصدقائه على يد الشرطة.

## الممثلين
- أجاي ديفجان في دور  أكاش رانا
- أنيل كابور في دور الشرطي ارجون خانا
- كانغانا رانوت في دور نيكيتا
- بومان إيراني في دور سانجاي راينا
- زايد خان في دور عادل خان
- سميرة ريدي في دور ميغا
- ماليكا شيرويت ضيفة شرف فتاة ملهى ليلي

## وصلات خارجية
- تيزز على موقع IMDb (الإنجليزية)
- تيزز على موقع روتن توميتوز (الإنجليزية)
- تيزز على موقع نتفليكس (الإنجليزية)
- تيزز على موقع ألو سيني (الفرنسية)
- تيزز على موقع Turner Classic Movies (الإنجليزية)
- تيزز على موقع بوكس أوفيس موجو (الإنجليزية)
- تيزز على موقع فيلمافينيتي (الإسبانية)
- تيزز على موقع قاعدة بيانات الفيلم (الإنجليزية)
- تيزز على موقع ليتربوكسد (الإنجليزية)
- تيزز على موقع كينوبويسك (الروسية)
- تيزز في الصفحة الرسمية